# Ozaki Kōyō
Ozaki Kōyō (尾崎 紅葉) (10 janvier 1868 - 30 octobre 1903) est un écrivain japonais. Son nom véritable est Ozaki Tokutarō (尾崎 徳太郎).

## Biographie
Ozaki est le fils unique d'Ozaki Kokusai (尾崎 谷斎), un réputé costumier de netsuke durant l'ère Meiji. Il étudie au collège de la préfecture de Tokyo et plus tard à l'Université de Tokyo. C'est à l'université qu'il commence la publication d'une revue littéraire appelée Ken'yūsha (« Société des amis de l'écritoire ») en 1885 avec ses amis. Des textes de Yamada Bimyo et Bizan Kawakami sont aussi publiés dans cette revue. 
Les livres les plus connus d'Ozaki sont L'Usurier (金色夜叉, Konjiki Yasha) (aussi connu sous le titre Le Démon doré), qui paraît pour la première fois en 1887 dans le magazine Nihon Taika Ronshū (日本大家論集) de l'éditeur Hakubunkan. L'histoire d'amour des deux principaux personnages, Miya, la jeune fille, et Kanidji, le jeune homme, est très connue des Japonaises un peu âgées. Une traduction française de ce roman a été éditée en 1952 par le Club bibliophile de France. Plusieurs de ses ouvrages paraissent d'abord en feuilleton dans le Yomiuri Shimbun, le journal le plus populaire du Japon. En 1895, il publie le récit Aobudō et en 1898 le roman Tajō Takon, qu'il est un des premiers à écrire pour ce genre au lieu du style japonais classique de-aru-Stil (de). À partir de 1897, il travaille sur le roman Konjiki yasha qu'il laisse inachevé et qui est plus tard repris sous forme de pièce au théâtre, de film ou de chansons.
Il a eu plusieurs élèves, notamment Sosen Mishima et Kyōka Izumi, ce dernier perpétuant son style.